# 宝性寺 (世田谷区)
宝性寺（ほうしょうじ）は、東京都世田谷区にある真言宗智山派の寺院。

## 歴史
江戸時代初期に開山された。『せたがや社寺と史跡（その二）』では、「寛永年間と推察される」としている。寺には元禄時代の墓石や地蔵尊が残されている。
江戸時代後期には寺運衰微しており、近くの東覚院住職が兼務している状態であった。1886年（明治19年）の東覚院の火災で宝性寺の記録を失ったため、詳細な由来は不明となっている。
境内には、「子育て地蔵尊」という名の地蔵菩薩像や「疣取庚申」という名の青面金剛像がある。この疣取庚申に祈願すれば、イボが取れるご利益があるという。

## 交通アクセス
- 小田急小田原線千歳船橋駅より徒歩15分。
- 千歳船橋駅よりバス(小田急バス　経01系統)「宝性寺」下車